# Кшклово
 Кшкло́во  — село в Атнинском районе Татарстана. Административный центр  Кшкловского сельского поселения.

## Этимология
Топоним произошёл от татарского слова «кышлау» (место зимовки).

## География
Находится на реке Шаши, в 12 км к северу от села Большая Атня.

## История
Основано в XVI веке. 
В XVIII — первой половине XIX века жители относились к сословию государственных крестьян. Традиционные занятия жителей в этот период — земледелие (в начале XX века земельный надел сельской общины составлял 1677 десятин) и скотоводство.
С 1660-х годов в селе действовала мечеть, предположительно в 1742— 1744 годах была разрушена. В 1830 и 1838 годах в селе построены две мечети, в 1851 и 1889 годах из-за ветхости на их месте были возведены новые (в 1930-е гг. в них размещались школа и сельский совет). 
В «Списке населенных мест по сведениям 1859 года», изданном в 1866 году, населённый пункт упомянут как казённая деревня Кшилова (Кутаймас) 2-го стана Царёвококшайского уезда Казанской губернии. Располагалась при речке Шаше, по левую сторону транспортного тракта из Казани в Вятскую губернию, в 140 верстах от уездного города Царёвококшайска и в 22 верстах от становой квартиры в казённой деревне Уразлино (Казаклар). В деревне в 184 дворах жили 1209 человек (598 мужчин и 611 женщин). Были 2 мечети.
По сведениям 1895 года, действовало медресе.
По сведениям переписи 1897 года, в деревне Кшилово (Кутаймас) Царёвококшайского уезда Казанской губернии проживали 1171 человек (549 мужчин, 622 женщины), из них 1136 мусульман.
В начале XX века в селе действовали 2 мечети, фельдшерский пункт, магазин, 2 мельницы, постоялый двор, 2 мелочные лавки, базар по вторникам. Земельный надел сельской общины составлял 1677 десятин.
До 1920 года село входило в Кшкловскую волость Царёвококшайского (с 1919 г. — Краснококшайский) уезда Казанской губернии. С 1920 года в составе Арского кантона ТАССР. С 10 августа 1930 года в Тукаевском, с 10 февраля 1935 года в Кзыл-Юлском, с 12 октября 1959 года в Тукаевском, с 1 февраля 1963 года в Арском, с 25 октября 1990 года в Атнинском районах.

## Население
| 1859 | 1897 | 1908 | 1920 | 1926 | 1938 | 1958 | 1970 | 1979 | 1989 | 2002 | 2010 | 2015 |
| ---- | ---- | ---- | ---- | ---- | ---- | ---- | ---- | ---- | ---- | ---- | ---- | ---- |
| 1209 | 1171 | 1415 | 1315 | 1224 | 947  | 565  | 557  | 468  | 371  | 358  | 369  | 358  |

Национальный состав села — татары.

## Экономика
Жители работают в сельскохозяйственном производственном кооперативе «Муса Джалиль», занимаются полеводством, молочным скотоводством.

## Инфраструктура
В селе действуют начальная школа — детский сад (открыта в 1960 г.), дом культуры, библиотека, фельдшерско-акушерский пункт.

## Религия
В 2000 году построена мечеть.